# Risum-Lindholm
Risum-Lindholm (północnofryz. Risem-Loonham) – gmina w Niemczech w kraju związkowym Szlezwik-Holsztyn, w powiecie Nordfriesland, wchodzi w skład Związku Gmin Südtondern.